# Sara (film, 2023)
Pour les articles homonymes, voir Sara (film).
Pour plus de détails, voir Fiche technique et Distribution.
Sara est un film indonésien réalisé par Ismail Basbeth, sorti en 2023.

## Synopsis
Sara est une femme trans. Elle revient dans sa ville d'origine, à la mentalité conservatrice, pour l'enterrement de son père. Elle découvre que sa mère Muryem, atteinte de maladie neurodégénérative, ne la reconnaît plus.

## Distribution
- Asha Smara Darra : Sara
- Christine Hakim : Muryem, la mère de Sara
- Mian Tiara : Ayu, l'amie d'enfance de Sara
- Jajang C. Noer : Saidah, la mère d'Ayu
- Landung Simatupang : Said

## Récompenses
- Jogja-NETPAC Asian Film Festival 2023 : prix de la meilleure mise en scène pour Ismail Basbeth[1]
- Film Pilihan Tempo 2024 : meilleure actrice dans un second rôle pour Christine Hakim[2]